# Anton Ørskov Ipsen
Anton Ørskov Ipsen (født 4. september 1994) er en dansk svømmer fra Birkerød, der svømmer for det danske svømmelandshold og for North Carolina State University. 

## Svømmekarriere
Ipsen deltog ved EM 2014 i Berlin, hvor han satte personlige rekorder og opnåede en 9. plads i 1500 meter fri og en 11. plads i 800 meter fri. Efter EM 2014 flyttede han til USA for at studere og svømme ved North Carolina State University. Han opnåede ikke kvalificering til VM 2015 i Kazan. Den 13. april 2016 kvalificerede han ved Danish Open i Bellahøj sig til OL 2016 i Rio i 400 meter fri, da han vandt guld med tiden 3:48.39. I samme konkurrence opnåede Mads Glæsner også OL-kvalifikation. Ipsen har tidligere svømmet for Sigma Swim Birkerød.

## Eksterne links
- Anton Ørskov Ipsens profil hos Team Danmark Arkiveret 21. april 2016 hos  Wayback Machine
- Anton Ørskov Ipsens profil på Olympics.com (engelsk)
- Anton Ørskov Ipsens profil på Sports-Reference OL-resultater (arkiveret) (engelsk)
- Anton Ørskov Ipsens profil på Olympedia (engelsk)
- Anton Ørskov Ipsens profil hos FINA (engelsk)
- Anton Ørskov Ipsens profil på swimrankings.net (engelsk)

| Svømmer | Spire Denne biografi om en svømmer er en spire som bør udbygges. Du er velkommen til at hjælpe Wikipedia ved at udvide den. |